# Люк Блэк
Лука Иванович (серб. Лука Ивановић, род. 18 мая 1992 г. в г. Чачак, Сербия и Черногория), более известный как Luke Black (Люк Блэк), — сербский певец и автор песен. Родившийся в городе Чачак, он стал первым сербским артистом, подписавшим контракт с Universal Music Group, с помощью которой он выпустил свой дебютный EP Thorns в феврале 2015 года. За ним последовали Neoslavic (2018) и F23.8 (2023). Люк Блэк представлял Сербию на конкурсе песни Евровидение 2023 с песней «Samo mi se spava» («Мне просто хочется спать)», занял 24 место.

## Ранняя жизнь и образование
Лука Иванович родился 18 мая 1992 года в городе Чачак, Сербия и Черногория. Он проявил интерес к музыке в возрасте 12 лет, когда начал писать свои собственные тексты, а пару лет спустя также начал создавать и продюсировать музыку. После окончания гимназии в Чачаке Иванович переехал в Белград, чтобы изучать английский язык и литературу. Позже он переехал в Лондон, где в конце концов получил степень магистра в области музыкального продюсирования.

Иванович заявил, что его сценический псевдоним «Люк» происходит от англицизации его имени, в то время как «Блэк» происходит от того, что он, будучи подростком, объявил сорокадневный траур по поводу «смерти сербской музыкальной сцены».

## Карьера

### Начало карьеры,ThornsandNeoslavic
Его карьера началась, когда исполнение его песни «D-Generation» заметили представители Universal Music Group, предложившие ему контракт на запись. Он дебютировал в звукозаписи с помощью сербского музыкального коллектива Zemlja Gruva. В 2014 году Блэк выпустил свой первый сингл «Nebula Lullaby» на лейбле Spinnup. В мае того же года он впервые выступил с концертом в Молодежном центре Белграда в рамках фестиваля Gruvlend festival, который был организован компанией Zemlja Gruva для демонстрации новых талантов. «D-Generation» был официально выпущен в феврале 2015 года в качестве ведущего сингла с дебютного альбома Люка. Музыкальное видео на сингл было загружено через онлайн-видеоплатформу Vevo. За «D-Generation» последовал второй сингл «Holding On To Love» («Цепляясь за любовь») в мае 2015 года. Альбом Thorns в конечном итоге был выпущен 18 сентября 2015 года под лейблом Universal. В следующем месяце песня была представлена на венском фестивале Waves и Tvornica kulture в Загребе, где Блэк выступил на разогреве у Lust For Youth.
В мае 2016 года Black выпустили отдельный сингл «Demons» («Демоны»), спродюсированный Venza из Испании. Песня также была номинирована на представление Сербии на конкурсе песни Евровидение 2016 в Стокгольме, но сербское радио и телевидение в конечном итоге выбрали «Goodbye (Shelter)» Сани Вучич. В июне для продвижения сингла Люк Блэк отправился в сольное турне по Китаю, выступив в Пекине, Шанхаю и Гуанчжоу.
В апреле 2017 года он выступил на показе мод в рамках берлинской недели альтернативной моды, проходившей в ночном клубе Berghain. Там он объявил о выпуске своего сингла «Walpurgis Night» («Вальпургиева ночь»), спродюсированного шведом Оскаром Фогельстремом. Ремастированные версии «Demons» и «Walpurgis Night» были включены во второй альбом Neoslavic, выпущенный в июле 2018 года.

### 2020 — настоящее время: F23.8 и конкурс песни Евровидение
В апреле 2021 года Блэк самостоятельно выпустил «A House on the Hill» («Дом на холме»), который был включен в его альбом F23.8.

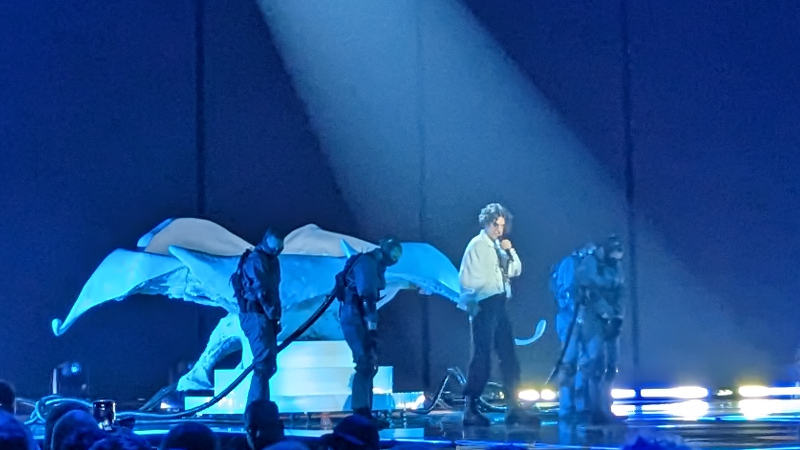
Люк Блэк на Евровидении 2023, 1-й полуфинал

В январе 2023 года он был объявлен одним из участников Pesma za Evroviziju '23, сербского национального отбора на конкурс песни Евровидение 2023 с песней «Samo mi se spava». 1 марта Блэк выступил в первом полуфинале, где занял шестое место и, таким образом, прошёл в финал. Впоследствии, 4 марта, «Samo mi se spava» получила наибольшее количество баллов из шестнадцати финалистов, заняв второе место как по результатам телемоста, так и голосования жюри, что сделало Люка Блэка победителем конкурса и представителем Сербии на конкурсе в Ливерпуле.

## Личная жизнь
Иванович живёт в Лондоне, Англия, где он работает графическим дизайнером на звукозаписывающем лейбле.

## Дискография

### Альбомы
- Thorns (2015)
- Neoslavic (2018)
- F23.8 (2023)
- Chainsaws in Paradise (2024)

### Синглы
| Название                            | Год  | Пиковые позиции | Альбом                |
| Название                            | Год  | CRO             | Альбом                |
| ----------------------------------- | ---- | --------------- | --------------------- |
| «Nebula Lullaby»                    | 2014 | -               | Без альбома           |
| «D-Generation»                      | 2015 | -               | Thorns (EP)           |
| «Holding on to Love»                | 2015 | -               | Thorns (EP)           |
| «Jingle Bell Rock / Nebula Lullaby» | 2015 | -               | Без альбома           |
| «Demons»                            | 2016 | -               | Без альбома           |
| «Walpurgis Night»                   | 2017 | -               | Neoslavic (EP)        |
| «Olive Tree»                        | 2017 | -               | Neoslavic (EP)        |
| «Frankensteined» (с Majed)          | 2019 | -               | Без альбома           |
| «A House on the Hill»               | 2021 | -               | F23.8 (EP)            |
| «Amsterdam»                         | 2021 | -               | F23.8 (EP)            |
| «Heartless»                         | 2021 | -               | F23.8 (EP)            |
| «Samo mi se spava»                  | 2023 | 25              | Chainsaws in Paradise |
| «I'm So Happy»                      | 2023 | -               | Chainsaws in Paradise |
| «God's Too Cool»                    | 2023 | -               | Chainsaws in Paradise |
| «Chainsaws in Paradise»             | 2024 | -               | Chainsaws in Paradise |
| «Winter Dahlia»                     | 2024 | -               | Chainsaws in Paradise |
| «Drinking Jack With Daddy»          | 2024 | -               | Chainsaws in Paradise |
| «GLITCH»                            | 2024 | -               | Chainsaws in Paradise |
| «Helium»                            | 2024 | -               | Chainsaws in Paradise |
| «aNGeL M3TaL»                       | 2024 | -               | Chainsaws in Paradise |
| «Lobotomy»                          | 2024 | -               | Chainsaws in Paradise |
| «Only Your Love»                    | 2024 | -               | Chainsaws in Paradise |

## Музыкальные видео
| Название              | Год  | Директор                           |
| --------------------- | ---- | ---------------------------------- |
| «D-Generation»        | 2015 | Vasilije «VASSO» Vujović           |
| «Holding on to Love»  | 2015 | Filip Mojzeš, Tatjana Krstevski    |
| «Walpurgis Night»     | 2017 | Sara Vulovic                       |
| «Olive Tree»          | 2017 | Kosta Djurakovic                   |
| «A House on the Hill» | 2021 | Vasilije «VASSO» Vujović, Razorade |
| «Amsterdam»           | 2021 | Luke Black                         |
| «I'm So Happy»        | 2023 | Prosper Unger-Hamilton             |